# Frühere Qin
Frühere Qin (前秦) war ein chinesischer Staat während der Zeit der Sechzehn Reiche. Er wurde von Fu Hong (苻洪) im Jahre 350 ausgerufen. 376 konnte sein Enkel Fu Jian den gesamten Nordteil von China vereinigen. 383 wurde seine Armee in der Schlacht von Feishui von der Armee der Östlichen Jin geschlagen, woraufhin sein Reich nach seinem Tod zerfiel. Seine Nachfolger wurden wiederholt von den nachfolgenden Staaten Spätere Yan, Spätere Qin und Westliche Qin geschlagen. 394 wurde der letzte Kaiser der Früheren Qin Fu Deng (苻登) nach einer Schlacht von der Späteren Qin gefangen und getötet, womit die Frühere Qin unterging.
Die Frühere Qin hatte von ihrer Gründung vom 350 bis zu ihrem Untergang insgesamt 1 König und 5 Kaiser. Ihre Hauptstadt war Xi’an. Sie konnte zum ersten Mal nach dem Zerfall der Westlichen Jin-Dynastie Nordchina einigen.
Der Staatsname Qin (秦) stammt von der ersten chinesischen Dynastie: die Qin-Dynastie. Das Kernland der Dynastie lag in der heutigen Provinz Shaanxi, weswegen der Name auch als Ortsbezeichnung für die Gegend um Xi’an benutzt wird. Die Frühere Qin wurde zuerst ebenfalls in dieser Gegend ausgerufen, weswegen sie diesen Namen als Staatsnamen benutzte.

## Staatsgründung
Das Kaiserhaus der Früheren Qin stammt von einer Häuptlingsfamilie, die aus dem Westen nach China eingewandert war. Der Vater des ersten Kaisers erhob sich zum Führer der lokalen Sicherheitsarmee, dessen Nachfolger Fu Hong wurde. Nach der Gründung von Han-Zhao schwor Fu Hong der neuen Dynastie die Treue. Nachdem die Spätere Zhao Han-Zhao vernichtet hatte, wurde er General der Späteren Zhao. Später verdächtigte der Zhao-Kaiser die Loyalität von Fu Hong und entließ ihn aus der Armee, wodurch Fu Hong insgeheim seinen Dienst an Jin-Kaiser verkaufte. Nach dem Zusammenbruch der Späteren Zhao konnte Fu Hong einen Teil der desorientierten Zhao-Armee um sich versammeln und kam so zu einer Streitmacht von über hunderttausend Mann. Fu Hong wähnte sich stark genug und ließ sich zum König ausrufen. Doch ein General von ihm trachtete nach seiner Position und vergiftete ihn auf einem Bankett.
Nach Fu Hongs Tod konnte sein Sohn Fu Jian (符健) schnell den Mörder töten und die Situation unter seiner Kontrolle halten. (Zu beachten ist hier, dass der zweite Kaiser und der vierte Kaiser der Früheren Qin in der deutschen Umschrift gleich geschrieben werden, sie sind jedoch zwei unterschiedlichen Personen, ihre Vornamen haben unterschiedliche chinesische Schriftzeichen und sie werden auch unterschiedlich ausgesprochen. Der zweite Kaiser hat das Zeichen 健 und wird im vierten Ton ausgesprochen, während der vierte Kaiser das Zeichen 坚 hat und im ersten Ton ausgesprochen wird.) Fu Jian konnte die frühere Jin-Hauptstadt Xi’an einnehmen und nannte sich ab dann offiziell Kaiser. In den nächsten Jahren konnte Fu Jian seine Herrschaft um Xi’an herum befestigen und ausbauen. Einerseits konnte er erfolgreich die Strafexpeditionen der Westlichen Jin abwehren, andererseits konnte er durch Herabsetzen von Steuern und andere Maßnahmen das Volk für sich gewinnen und zugleich die durch jahrelange Unruhe und Gewaltherrschaft zerstörte Wirtschaft einigermaßen wiederbeleben. Alles in allem war Fu Jian ein recht sparsamer und milder Herrscher, der für die spätere Stärke von Früherer Qin eine gute Basis gelegt hatte. Er starb 6 Jahre nach seinem Vater relativ jung an einer Krankheit.
Nach Fu Jians Tod wurde sein Sohn und designierter Nachfolger Fu Sheng (符生) Kaiser der Früheren Qin. Fu Sheng war von klein auf bereits ein sehr störrisches Kind. Als Kind hatte bereits sein Großvater sich so über ihn geärgert, dass er seinem Vater riet, das Kind frühzeitig zu töten, bevor es zu einer Plage würde. Trotzdem wurde Fu Sheng der dritte Kaiser der Früheren Qin. Im Gegensatz zu seinem Vater war Fu Sheng ein sehr grausamer Herrscher, der zudem auch alkoholabhängig war. In der offiziellen Geschichtsschreibung, Das Buch der Jin, (晋书) wurde berichtet, dass er oft mit Bogen und Messer seine Ministern traf, und falls jemand etwas sagte, das ihm nicht gefiel, wurde der Unglückliche umgehend von ihm mit dem Bogen erschossen. Auch zwang er seine Minister, mit ihm zusammen zu trinken, bis alle völlig betrunken waren.
Durch Androhung von Gewalt konnte er erreichen, dass die Herrscher der Früheren Liang ihm mindestens nominell als Vasall dienten. Im Kampf zwischen der Früheren Yan und Westlichen Jin schlug sich Fu Sheng auf die Seite der Yan. Er half Yan mehrmals Invasionen der Jin zurückzuschlagen.